# 몬트리올 (행정지구)
몽레알(프랑스어: Montréal)은 캐나다 퀘벡주에서 가장 인구가 많은 행정지구로, 몬트리올섬과 그 주변을 둘러싼 작은 섬(일비자르, 일생텔렌, 일노트르담, 일데쇠르, 일도르발, 일들라비지타시옹 등) 을 포함한다. 몽레알 행정지구는 몬트리올 시를 포함한 16개의 지방자치단체로 구성되어 있으며, 몽레알 도시권과 같은 크기이다.
몬트리올 선출직 공무원 협의회(프랑스어: La Conférence régionale des élus de Montréal)는 몽레알 행정지구의 시장, 시의원 등 선출직 공무원과 퀘벡 주 몬트리올 지역에 있는 주요 시민 단체 임원 등이 한데 모인 협의체로, 이 곳에서 내린 결정이 법적으로 구속력을 갖지는 않지만 전반적으로 지역의 발전 방향에 대해 토의를 하는 곳이다.

## 행정

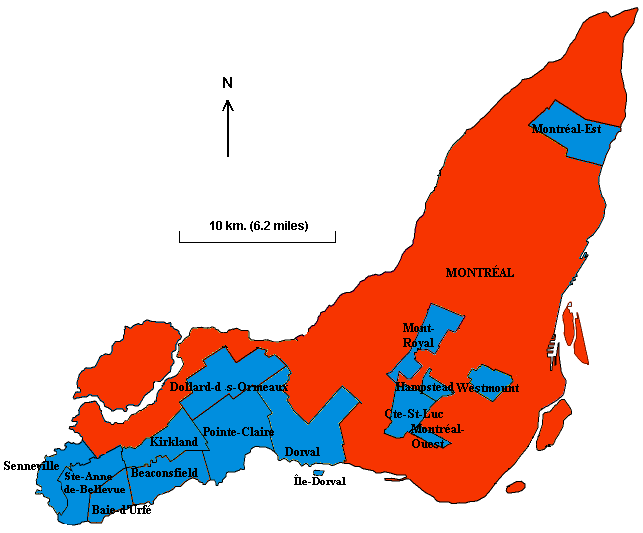
몽레알 행정지구에 속해있는 몬트리올섬 등지의 지자체.

몬트리올 선출직 공무원 협의회는 행정위원회와 이사회로 나뉘는데, 행정위원회는 몬트리올의 주요 선출직 공무원들로 이루어져있고, 이사회는 경영진과 사회경제적 대표, 몬트리올 지역의 퀘벡 주의원, 지자체 선출직 공무원 등으로 구성되어있다.
몽레알 행정지구는 15개 시와 1개의 마을형 지자체로 구성되어 있으며 지방자치단체의 목록은 아래와 같다.
| 한글 명칭      | 불문 명칭               | 지자체 종류   | 인구 (2016) | 면적 (km2) | 인구 밀도 (명/km2) |
| -------------- | ----------------------- | ------------- | ----------- | ---------- | ------------------ |
| 도르발         | Dorval                  | 시            | 18,980      | 20.91      | 907.7              |
| 돌라르데조르모 | Dollard-Des Ormeaux     | 시            | 48,899      | 14.97      | 3,266.1            |
| 릴도르발       | L'Île-Dorval            | 시            | 5           | 0.19       | 26.1               |
| 몬트리올       | Montréal                | 시            | 1,704,694   | 365.65     | 4,662.1            |
| 몽레알에스트   | Montréal-Est            | 시            | 3,850       | 12.24      | 314.5              |
| 몽레알웨스트   | Montréal-Ouest          | 시            | 5,050       | 1.37       | 3,689.6            |
| 몽루아얄       | Mont-Royal              | 시            | 20,276      | 7.53       | 2,691.0            |
| 베뒤르페       | Baie-D'Urfé             | 시            | 3,823       | 6.03       | 633.9              |
| 비컨스필드     | Beaconsfield            | 시            | 19,324      | 11.03      | 1,752.6            |
| 생탕드벨뷔     | Sainte-Anne-de-Bellevue | 시            | 4,958       | 10.48      | 473.0              |
| 센빌           | Senneville              | 마을형 지자체 | 921         | 7.53       | 122.4              |
| 웨스트마운트   | Westmount               | 시            | 20,312      | 4.04       | 5,024.9            |
| 커클랜드       | Kirkland                | 시            | 20,151      | 9.63       | 2,092.8            |
| 코트생룩       | Côte-Saint-Luc          | 시            | 32,448      | 6.96       | 4,662.5            |
| 푸앵트클레어   | Pointe-Claire           | 시            | 31,380      | 18.90      | 1,660.0            |
| 햄스테드       | Hampstead               | 시            | 6,973       | 1.80       | 3,884.2            |
| 합계           | 합계                    | 합계          | 1,942,044   | 499.26     | 3,889.8            |